# (31476) Bocconcelli
1999 CK43 (asteroide 31476) é um asteroide da cintura principal. Possui uma excentricidade de 0.14993740 e uma inclinação de 3.37290º.
Este asteroide foi descoberto no dia 10 de fevereiro de 1999 por LINEAR em Socorro.